# 端木
端木（たんぼく）は漢姓のひとつで、『百家姓』の447番目。
人口は多くないが、孔子の弟子の子貢にはじまる由緒ある複姓である。2020年の中華人民共和国の統計では人数順の上位14位の複姓に入っておらず、台湾の2018年の統計では439番目に多い姓で、208人がいる。

## 著名な人物
- 子貢 - 端木賜。孔子の弟子としてもっとも重要な人物のひとり。
- 端木国瑚（中国語版） - 清の政治家・学者。
- 端木蕻良（中国語版） - 中華民国・中華人民共和国の作家。本来の姓は曹。
- 端木傑 - 中華民国・中華人民共和国の政治家。回族。

## 日本の姓
端木（はしき、もとき）は、日本の姓のひとつ。

### 著名な人物
- 端木正和 （もとき まさかず）- サーチナ創業者、元社長。福建省出身、本名は非公開。